# Камерный музыкальный театр имени Б. А. Покровского
Московский государственный академический Камерный музыкальный театр имени Б. А. Покровского — театр в Москве, созданный Борисом Александровичем Покровским в 1972 году. Театр известен тем, что основу его репертуара составляют редкие и малоизвестные произведения.
С 2018 года — Камерная сцена имени Бориса Покровского Большого театра.

## История
Основателем театра был Борис Александрович Покровский, многолетний главный режиссёр Большого театра. В своей книге «Моя жизнь — сцена» он описывает возникновение в 1972 году театра так: «… все произошло благодаря активным хлопотам судьбы — в Москве решили реформировать маленький оперный коллектив, гастролирующий по России и обильно разбрасывающий под маркой оперных спектаклей отменную халтуру. Меня попросили помочь в реорганизации театра. Помочь театру я мог только тем, что поставил им спектакль. После неизбежного отсеивания осталась маленькая горстка людей, которые никак не могли быть театром, но лишь камерным ансамблем. Одновременно появилась маленькая опера молодого тогда композитора Родиона Щедрина „Не только любовь“, которая очаровывала уже в партитуре… и мы отрепетировали этот маленький шедевр камерным ансамблем. Спектакль сыграли на сцене драматического театра им. К. С. Станиславского и Вл. И.Немировича Данченко. Был успех… — так в 1972 году родился Московский камерный музыкальный театр».
Первые годы театр работал на разных площадках Москвы, и только через два года, в 1974 году, при поддержке композиторов Тихона Хренникова (тогда Первого Секретаря Союза композиторов СССР) и Дмитрия Шостаковича получил постоянное помещение. Труппу молодого театра пополняли студенты ГИТИС с курса актёрского мастерства, руководителем которого был Покровский. Помещение театр получил в подвале-бомбоубежище многоэтажного дома, где прежде помещался кинотеатр «Сокол» (на Ленинградском шоссе, рядом со станцией метро «Сокол»).
Многолетний главный дирижёр и директор театра Лев Оссовский вспоминал о своём приходе в 1984 году в театр так: «Покровский меня попросил о помощи. Пожарная служба опечатала его театр, который тогда помещался в подвале на Соколе: вентиляция не работает, противопожарной системы нет, показывать спектакли запрещено. Покровский был прямо в ужасном состоянии. Я начал этим заниматься, меня принял главный пожарный Москвы, дал мне список того, что необходимо сделать в театре, и за месяц мы все сделали. (…) В старом помещении на Соколе ведь абсолютно работать невозможно было. Мужчины в одной комнате гримировались по очереди, женщины — в другой». Однако это время было легендарным для театра, попасть на его спектакли было очень трудно.

### Новое здание
С 1997 театр переехал в здание на Никольской улице, дом 17, где был расположен ресторан «Славянский базар». На открытии присутствовали Борис Николаевич и Наина Иосифовна Ельцины. Здесь были восстановлены отдельные спектакли из старого репертуара. В 1996 театру было присвоено звание «академического».
Покровский руководил театром вплоть до своей смерти в 2009 году, после чего театру было присвоено его имя. В настоящее время в театре можно увидеть премии «Золотая маска», полученные Покровским в 1996 и 2004 годах.

### Присоединение к Государственному академическому Большому театру России
28 декабря 2017 года Министерством культуры России было принято решение о подготовке к реорганизации Большого театра России и Камерного музыкального театра имени Бориса Покровского (Приказ Министерства культуры РФ № 2270 от 28 декабря 2017 года). Согласно заявлению министра культуры Владимира Мединского, Камерный театр может войти в состав ГАБТ к июлю 2018 года.

## Репертуар
Театр известен тем, что основу его репертуара составляют редкие и малоизвестные произведения. Здесь впервые прозвучали оперы современных композиторов — «Шинель», «Коляска», «Свадьба», «Братья Карамазовы» А. Холминова, «Жизнь с идиотом» А. Шнитке, «Граф Калиостро» М. Таривердиева, «Бедная Лиза» Л. Десятникова, «Рыжая лгунья и солдат» В. Ганелина, «Лебединая песня» В. Кобекина, «Бедные люди» Седельникова; старинные или редко исполняемые европейские оперы — «Аптекарь» Й. Гайдна, «Сначала музыка, а потом слова» А. Сальери, «Игра на воде» Б. Бриттена и другие.

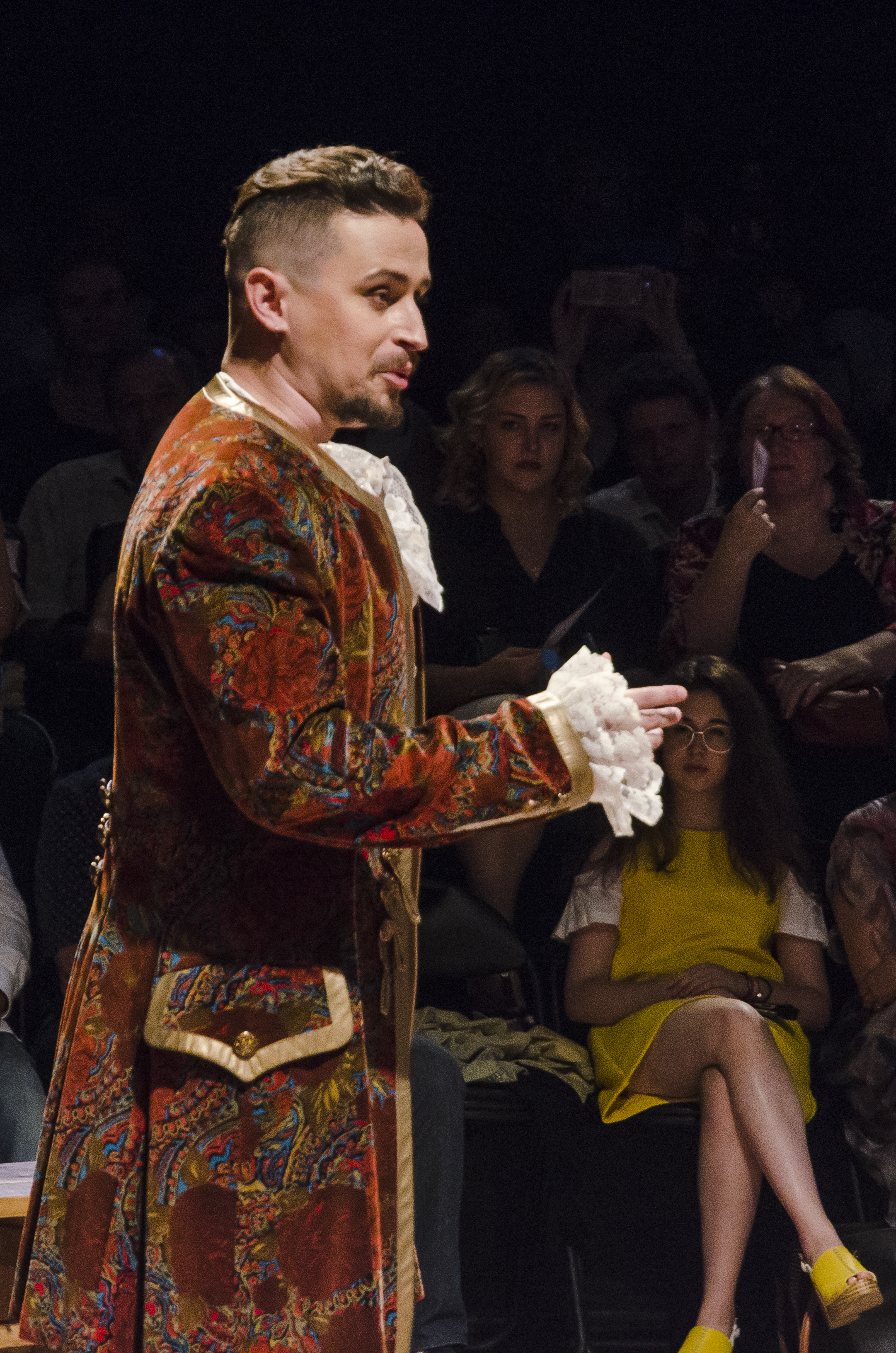
Тенор Дмитрий Мазанский в роли Ивана Лыкова в опере Царская невеста Н.А. Римского-Корсакова, 2018

Известный музыковед-текстолог Евгений Левашёв так характеризует характер репертуара: «Особенность выбора Борисом Александровичем репертуара для своего театра заключалась в том, что он обращал внимание на произведения не только классические, не только, что называется, „центральные“ для оперного искусства, будь то XVIII век с операми Моцарта или обширный пласт второй половины XIX века — он осваивал и самые крайние полюса музыки. Если говорить о современности, то по договорённости с Покровским Шнитке написал оперу „Жизнь с идиотом“ — и она была поставлена в этом театре. Если же говорить об истоках становления оперного жанра, то здесь интересы Покровского всегда неизменно устремлялись в глубь веков. В частности, если и не в первые годы существования театра, то одними из первых здесь были поставлены две русские оперы XVIII столетия — „Сокол“ Бортнянского и „Скупой“ Пашкевича».
Через год после смерти Покровского Михаил Кисляров (главный режиссёр театра 2010—2017) так характеризовал ситуацию: «Поменялась репертуарная политика — она теперь нацелена в первую очередь на реставрацию и сохранение творческого наследия Покровского, лучших его спектаклей, поставленных в этом театре в разные годы. Новое в репертуарной политике — это и хорошо подзабытое старое. Я имею в виду возобновление наших контактов с композиторами, ведь Камерный театр слыл когда-то лабораторией современной оперы. С Владимиром Кобекиным — впереди у нас мировая премьера оперы „Холстомер“ (по Льву Толстому) и двух его одноактных опер, объединённых названием „Каприччо в чёрном и белом“. С Александром Чайковским — он пишет для нас оперу „Альтист Данилов“ по известному роману Владимира Орлова. Устанавливаются контакты и с другими композиторами, которые когда-то работали с Камерным театром. Продолжится работа и над классикой — будут поставлены „Царь-плотник“ Лортцинга, опера Гайдна „Мир на луне“, моцартовское „Похищение из сераля“». Кроме того, он отметил использование русского языка при постановке переводных опер: «Камерный театр создавался в начале 70-х, то есть в то время, когда все оперы зарубежных композиторов могли идти только на русском языке. Это был принцип театра, это был принцип Покровского. Слово, на которое он обращал особое внимание, неизменно было во главе угла. Но наступили иные времена −90-е годы, когда нам пришлось много ездить за рубеж, и импресарио, которые заказывали нам те или иные произведения, хотели, чтобы мы исполняли их на языке оригинала. Сейчас мы возвращаемся к прежнему принципу, опера „Дон Жуан“ восстановлена в том виде, в котором её поставил Покровский в 1987 году и исполняется на русском языке. В этом же направлении мы будем двигаться и дальше. При этом в нашем творческом багаже остаётся и возможность на гастролях исполнять эту оперу по-итальянски. Но мы работаем в первую очередь для нашего зрителя».

### Современный репертуар
- 18 ноября 2017. К. Ахо «Фрида и Диего»
- 13 июня 2017. Д. Россини «Турок в Италии»
- 8 марта 2017. В. А. Моцарт «Милосердие Тита»
- 17 декабря 2016. К. В. Глюк «Орфей»
- 1 июля 2016. Р. Штраус «Ариадна на Наксосе»
- 15 апреля 2016. Н. А. Римский-Корсаков «Сервилия»
- 26 июня 2013. Карл Мария фон Вебер — Густав Малер «Три Пинто»
- 15 декабря 2012. А. В. Чайковский «Альтист Данилов»
- 1 октября 2012. В. А. Кобекин «Холстомер»
- 6 июня 2012. В. И. Рубин «Альбом Алисы»
- 29 мая 2012. В. А. Кобекин «Каприччио в чёрном и белом»
- 25 ноября 2011. В. А. Моцарт «Идоменей»
- 9 октября 2011. В. А. Гаврилин «Русская тетрадь»
- 20 сентября 2011. Ю. М. Буцко, Ф. Пуленк. «Голос»
- 8 сентября 2011. А.Лорцинг «Царь и плотник»
- 17 декабря 2010. И. Ф. Стравинский. «Похождения повесы»
- 8 сентября 2010. Дж. Б. Перголези, И. Ф. Стравинский. «Контракт для Пульчинеллы с оркестром, или Посторонним вход разрешён»
- 29 апреля 2010. Н. Н. Сидельников. «Бег»
- 23 января 2010. В. А. Моцарт. «Дон Жуан, или Наказанный развратник»
- 6 марта 2009. В. И. Ребиков. «Дворянское гнездо»
- 22 мая 2009. Г. Ф. Телеман. «Пимпиноне»
- 22 мая 2009. М. Л. Таривердиев. «Ожидание». (Опера написана в 1985 году специально для театра и его солистки М. Лемешевой).
- 31 октября 2009. В. А. Моцарт. «Так поступают все женщины»
- 4 декабря 2009. С. Кортес. «Юбилей», «Медведь»
- 22 марта 2008. Т. Камышева. «Приключения Чиполлино»
- 28 ноября 2008. П. И. Чайковский. «Черевички»
- 21 декабря 2007. В. С. Дашкевич. «Ревизор»
- 17 февраля 2006. Ш. Р. Чалаев. «Кровавая свадьба»
- 24 марта 2006. Д.Шостакович. «Век DSCH»
- 28 мая 2005. О. Николаи. «Виндзорские проказницы»
- 24 сентября 2004. В. А. Моцарт. «Волшебная флейта»
- 27 января 2002. Дж. Пуччини. «Плащ», «Джанни Скикки»
- 3 ноября 2002. Г. Ф. Гендель. «Юлий Цезарь и Клеопатра»
- 1 марта 2001. В. А. Моцарт. «Свадьба Фигаро»
- 14 июня 2000. М. П. Мусоргский. «Сорочинская ярмарка»
- 3 декабря 1989. С. С. Прокофьев «Сергей Сергеевич Прокофьев — детям»
- 17 октября 1998. К. Монтеверди. «Коронация Поппеи»
- 30 июня 1982. Димитрий Ростовский. «Ростовское действо»
- 6 апреля 1979. Б. Бриттен. «Давайте создадим оперу»
- 12 сентября 1974. Д. Д. Шостакович. «Нос»

## Труппа
- Олег Станиславович Михайлов, директор (2009—2017)
- Ара Арамович Карапетян, директор (2017—2018)
- Ольга Тимофеевна Иванова, главный режиссёр (2009—2010), художественный руководитель оперной труппы
- Юрий Олегович Борисов, режиссёр
- Михаил Степанович Кисляров, главный режиссёр (2010—2017)
- Анатолий Абрамович Левин, дирижёр (1973—2007)
- Геннадий Николаевич Рождественский, музыкальный руководитель (1974—1985, 2012—2018)